# الجهة الشرقية
الجهة الشرقية هي واحدة من الجهات الستة عشر السابقة في المغرب، تحد شمالا بالبحر الأبيض المتوسط ومدينة مليلية المحتلة، وجنوبا بالمنطقة الشبه الصحراوية وغربا بجبال الريف الوسط وهضبة ملوية وشرقا بالجزائر. وتأخذ هذه الجهة شكلا مضلعا ضخما يمتد في اتجاه طولي على أكثر من 400 كلم وبمساحة قدرها 82.820 كم2، تمثل 12% من مجموع مساحة التراب الوطني. ويقدر عدد سكانها 1,918,094 نسمة في الإحصاء المغربي الرسمي لعام 2004 بحيث شكل سكانها نسبة 6,42% من إجمالي سكان المغرب. عاصمتها مدينة وجدة.

## التقسيم الإداري
الجهة الشرقية التي تضم:
- عمالة وجدة أنكاد
- إقليم بركان،
- إقليم تاوريرت
- إقليم جرادة
- إقليم فكيك
- إقليم الناضور
- إقليم الدريوش

## التركيبة السكانية

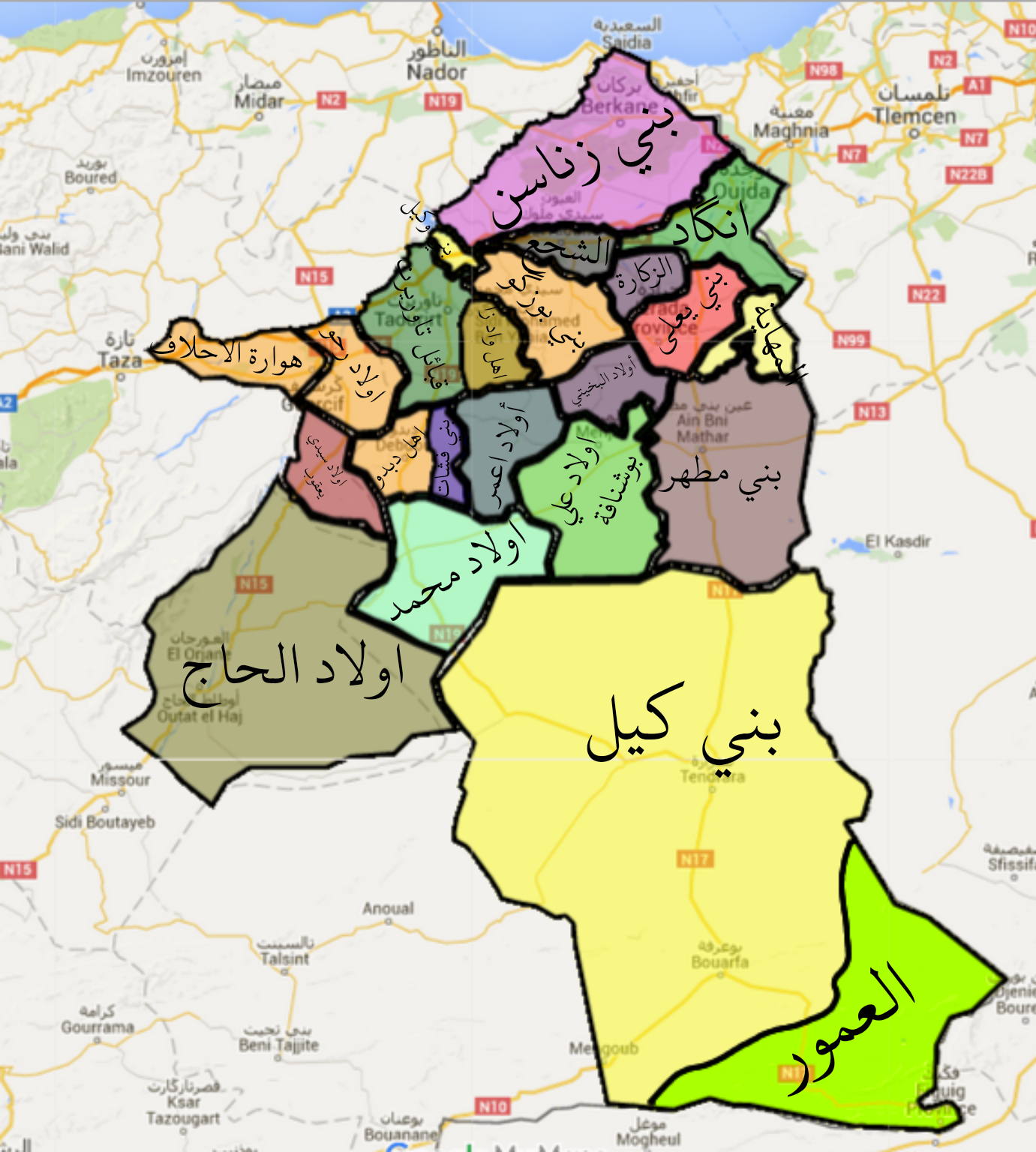
توزيع قبائل جهة الشرق المغرب

يبلغ عدد سكان الجهة الشرقية حسب إحصاء 2004 ما مجموعه 1.918.094 نسمة من بينهم 4.816 أجنبيا مقابل 5.766 خلال إحصاء 1994 أي بزيادة 155.167 نسمة تمثل نسبة مائوية 8.80% حيث كان عددهم لا يفوق 1.762.925 نسمة أي بمعدل نمو سنوي يقدر بـ 0.66%.
يغطي المجال الذي يكوّنه إقليما الناظور وبركان وعمالة وجدة - أنكاد، أقل من12% من مساحة الجهة الشرقية أي 2829 كلم2، ولكن يتركز به حوالي 77% من ساكنة الجهة بأكملها أي 1.35 مليون نسمة بمعدل كثافة يصل إلى 138 نسمة في الكلم2 سنة 1994 ، مقابل 36.7 نسمة في كلم2 على المستوى الوطني، أما في المناطق السهوبية وشبه الصحراوية لوسط الجهة وجنوبها فلا نجد سوى 23% من الساكنة في مساحة تصل 10% من المساحة الإجمالية 73.000 كلم2 بمعدل كثافة أقل من/6 كلم2، أما معدل الكثافة العام لعمالة وجدة- أنكاد فهو 244 ن كلم2 وبالنسبة لفجيج تقدر ب 2ن/كلم2.
ويمثل المهاجرون المغاربة المقيمون بالخارج المنحدرون من الجهة الشرقية حوالي 30% من النسبة الوطنية.
التنظيم القبلي والاجتماعي للجهة الشرقية قبل الاحتلال الفرنسي، أي في القرن 19 ميلادي، كان مؤلفا من لفين أو حلفين، والذي يمكن ترجمتهما إلى كونفيدرالية أو اتحادية الشمال الشرقي للمغرب ذات الأصل الأمازيغي، واتحادية الشرق ذات الأصل العربي، ومجالاتها تعرف حاليا بالجهة الشرقية، والتي تقع فيها كل من مدن وجدة وبركان والناظور وتاوريرت.

### اتحادية القبائل الزناتية
اتحادية القبائل الزناتية : وتتكون من القبائل الزناتية، وتنقسم إلى قسمين:

#### المجموعة الشمالية الشرقية
- قبيلة بني توزين
- قبيلة تمسمان
- قبيلة تفرسيت
- قبيلة مطالسة
- قبيلة آيت سعيد
- قبيلة بني أوليشك
- قبيلة كبدانة
- قبيلة بني بويحيى
- قبيلة قلعية
- قبيلة أولاد عمر

#### المجموعة الشرقية
- اتحادية قبائل بني يزناسن
- قبيلة زكارة
- قبيلة بني بو زغو
- قبيلة بني يعلى

### اتحادية القبائل العربية
تضم جميع القبائل العربية، من عرب هلال والمعقل وغيرها، القاطنة ابتداء من أراضي أنجاد إلى صحراء تافراطة ، ومن قبائلها:
- قبيلة أولاد سيدي علي
- قبيلة بني ݣيل
- قبيلة هوارة تافراطة
- قبيلة رشيدة
- قبيلة علوانة
- قبيلة دبـدو
- قبيلة سلوات
- قبيلة القشاشطة
- قبيلة هوارة الأحلاف
- قبيلة السجعة (أو الشجع )
- قبيلة أهل أنكاد
- قبيلة بني وكيل
- قبيلة بني أمليل
- قبيلة بني مطهر
- قبيلة المهاية
- قبيلة بني حمدون
- قبيلة بني حمليل
- قبيلة العمـور

## أعلام الجهة الشرقية
- محمد بن علي الوجدي، شاعر وموسيقي ومرجع في السلوك والآداب في الدولة السعدية.
- محمد عابد الجابري، من أهم الفلاسفة العرب المعاصرين.
- بوعمامة، مجاهد ومتصوف، ولد وتوفي بالجهة الشرقية.
- مبارك البكاي، رئيس الحكومة.
- عباس الفاسي، وزير أول.
- أحمد عصمان، وزير أول.
- زليخة نصري، مستشارة الملك محمد السادس.
- مصطفى بن حمزة، عالم دين مغربي.
- محمد أوفقير وزير الدفاع ووزير الداخلية.
- هشام الكروج، بطل عالمي وأولمبي في ألعاب القوى.
- عبد اللطيف بن عزي، عميد المنتخب الفرنسي في رياضة الركبي.
- محمد شكري، صاحب رواية الخبز الحافي.
- عمر بنجلون، ناشط سياسي ونقابي.
- نجاة فالو بلقاسم، وزيرة فرنسية.
- أحمد أبو طالب، عمدة روتردام.
- عبد العزيز بوتفليقة، رئيس الجمهورية الجزائرية.
- شكيب خليل، رئيس منظمة أوبك.
- نورية بن غبريط رمعون، باحثة ومؤلفة فرانكفونية جزائرية.
- بنعبدالله الوكوتي، نائب رئيس أول ولاية لمجلس النواب بعد الاستقلال وأحد أعمدة المقاومة بالجهة الشرقية ومن أهم قيادات جيش التحرير.